# Dancehall (evento musicale)
La dancehall è un tipo di evento musicale che nasce in Giamaica tra gli anni 1950 e gli anni 1960, dove viene trasmessa musica nera: il selezionatore (selecter) sceglie quali pezzi proporre, accompagnato da un DJ che fa toasting, uno stile vocale mezzo parlato e mezzo cantato improvvisato sopra le basi musicali.
In Giamaica il fenomeno delle dancehall è stato sin dalle origini molto importante perché era in questi tipi di evento che i produttori testavano sul pubblico, che accorreva numeroso, i nuovi brani musicali appena realizzati e stampati, in modo da decidere, in base alla reazione del pubblico, se questi brani fossero destinati al successo o meno.
Dalla fine degli anni '60 in poi, essendosi sviluppato un mercato discografico nazionale, grazie allo sviluppo dello ska prima, del rocksteady e del reggae poi, nelle dancehall saranno privilegiati brani di origine giamaicana.
Le dancehall sono sempre state un evento centrale per la vita nei quartieri dove si svolgevano, in quanto era in queste occasioni che la gente si incontrava non solo per ballare, ma spesso anche per tenersi informati su quello che succedeva nei dintorni e sull'isola: il DJ era infatti solito raccontare aneddoti e notizie di attualità. Inoltre le dancehall, essendo eventi molto partecipati, portavano anche molti soldi, quindi spesso venivano allestite bancarelle di bibite alcooliche e di cibi.

## Origini
Nelle dance hall delle origini il sound system trasmetteva principalmente musica proveniente dagli Stati Uniti: rhythm and blues, swing, boogie e soul.
Infatti molte stazioni radiofoniche statunitensi venivano abbastanza regolarmente captate dagli apparecchi radiofonici dell'isola.
Questa musica arrivava in Giamaica in dischi in vinile a 78 giri grazie a persone fidate che si recavano negli USA su commissione dei proprietari dei sound system per procacciarsi i dischi più esclusivi, in quanto la competizione tra i sound system era molto forte.

### I primi sound system
Il primo vero sound system giamaicano fu quello di Tom the Great Sebastian, col suo sound system denominato Beat Street, nato agli inizi degli anni 1950.
A seguire abbiamo dei nomi famosissimi per la storia giamaicana e per la sua musica: Duke Reid (the Trojan), Sir Coxsone Dodd (Downbeat) e Prince Buster con il suo Voice of the People: questi tre personaggi con i loro rispettivi sound system operavano più o meno nello stesso periodo, da metà anni '50 in poi, erano giovanissimi ed erano sempre in competizione su chi riusciva a far affluire più gente alle rispettive dancehall.
La principale musica popolare giamaicana fino a quel momento era il mento, che però non venne mai preso troppo in considerazione dai vai sound system e tendeva a rimanere relegato in campagna o negli alberghi come musica per i turisti e quindi nelle dancehall si ballava esclusivamente musica statunitense; progressivamente i giamaicani sentirono sempre più l'esigenza di ascoltare e ballare una musica che si richiamasse di più alle loro origini e che smettesse di scopiazzare gli stili e i balli che arrivavano dagli Stati Uniti.

### I disc jockey
Già ai tempi dello ska i DJ erano diventati delle vere icone popolari, anche grazie all'avvento del loro parlato chiamato "DJ style" o toasting, che usavano per "rappare" le proprie rime sui dischi messi dal selecter, per fomentare la folla e creare ancora più spettacolo. I produttori dell'epoca, visto il successo di questi DJ, decisero di incidere su vinile i brani in djstyle: il primo a essere chiamato fu U-Roy, riconosciuto in seguito come il vero capostipite del genere musicale e delle dancehall come le vediamo oggi

## Peculiarità
La dance hall è una versione alternativa della discoteca europea ed occidentale, anzi, si può dire che la discoteca europea è una sorta di evoluzione derivante per gran parte dalla dancehall giamaicana. 
Dj Kool Herc, giovane immigrato giamaicano, fu il primo, nel 1967, a portare questi immensi sound system negli Stati Uniti, alle sue feste, i "Block Parties" diventate famose perché è li che nasce l'hip hop, la consolle a due piatti e i passaggi a tempo tra un disco e l'altro.
Nella dancehall classica troviamo:
- uno o più selecter (in Europa verrebbe chiamato deejay);
- uno o più cantanti con il microfono, in Giamaica chiamato invece DJ, che ha il compito di far ballare il pubblico, cercando di interagire con esso attirando la loro attenzione sui pezzi selezionati dal selecter;

Il DJ fin dagli albori è anche solito proporre nuovi passi di danza (questo col tempo, anche grazie alla musica dancehall, si evolve facendo nascere delle vere e proprie competizioni famose ora in tutto il mondo).
I DJ giamaicani creano un particolare stile di "rappare" chiamato djstyle con il quale riescono a distinguersi e valorizzano le loro dancehall: questo particolare stile è poi fondamentale per la nascita della musica dancehall, facendo diventare spesso i dj più famosi dei cantanti nei gruppi.
Le parole e i testi della musica più in voga alle dancehall spesso invogliano a ballare, proponendo alcuni dei nuovi steps (passi di ballo) che nascono di continuo in Giamaica, i cantanti parlano anche di serate particolarmente infuocate, di donne, di atti sessuali e le loro liriche sono spesso intrise di slackness, ossia testi volgari che raccontano di amplessi e parlano delle donne e alle donne in modo molto esplicito. Molti cantanti giamaicani sono conosciuti per le loro liriche violente, raccontando i "ghetti" dove essi stessi sono nati e per alcuni testi contro gli omosessuali, la sodomia e il sesso orale ed anale.
Le Dancehall sono una vera e propria "voce del popolo", che riflette gli animi delle persone, quindi spesso parla anche di violenza: non si possono dimenticare gli anni famosi dei rude boy, o rudies, ragazzi di strada che seminavano il terrore alle dancehall, accoltellando e facendo nascere brutte risse, erano gli anni del rocksteady, e in quel periodo molti cantanti, come Alton Ellis presero le distanze da questo fenomeno dilagante, sottolineandolo nelle loro canzoni.
Con la nascita del roots reggae, molto spirituale, spesso le dancehall divennero, oltre che per ballare, anche posti dove ricevere qualche saggia parola positiva da DJ "conscious" come Big Youth; la componente di divertimento era comunque quella dominante perché le dancehall, in fondo, sono nate e si sono diffuse con lo scopo di far ballare e divertire.
Il modo di proporre la musica alle dancehall è particolare: la musica viene suonata ancora oggi su dischi in 7 pollici e 12 pollici, il dj intrattiene continuamente il pubblico, spesso con urla e parole caratteristiche; spesso esistono passaggi veloci da una canzone all'altra (juggling style) in modo da enfatizzare la cosiddetta linea di basso e/o il ritornello; è usatissimo il cosiddetto "pull up" o "wheel" (riferito all'alzare la puntina dal disco e rimettere da capo il pezzo) che di solito viene richiesto dal pubblico quando l'hype (l'adrenalina) è al massimo, e quindi, alcune volte capita che un disco viene rimesso da capo e risuonato molte volte, finché la gente non si stanca.
Tutto ciò fa della dancehall un evento molto diverso dalle serate in discoteca a cui sono abituati gli europei, dove invece di solito la gente balla e si diverte in modo molto più distaccato dalla consolle rispetto a come avviene in una dancehall. Se la serata è di gradimento, si sentono continui forward (esultazioni di compiacimento dirette al selecter e/o all'MC).
Un'altra peculiarità sono i dubplate, ossia canzoni famose ricantate dagli artisti in esclusiva per il sound che le suona, con la solo aggiunta del nome (in questo caso vengono chiamati "regular dubplate"), oppure con interi cambiamenti e stravolgimenti delle liriche.

## Nel mondo
Oggigiorno dancehall e sound system si trovano in tutto il mondo, dall'Europa fino in Giappone, dove tra l'altro è molto popolare questo fenomeno. La Giamaica continua comunque a dettare il trend, anche se spesso l'Europa risulta arrivare un po' in ritardo per quanto riguarda le ultime uscite, forse per una ovviamente diversa presa sulle canzoni e un tempo maggiore necessario per digerire le stravaganti nuove canzoni e riddim che vengono prodotte dai giamaicani. C'è da dire infatti che in poche altre parti del mondo c'è una così vasta produzione musicale come sull'isola caraibica e che pochi riescono effettivamente a seguirla.
Alle dancehall di tutto il mondo il tipo di musica che si sente può essere molto diversa, ciò dipende dai sound systems ospiti, che oggigiorno sono tantissimi, e spesso con gusti di base molto diversi, abbiamo sound-boys che prediligono, nel campo giamaicano, far ascoltare dischi foundation, altri prediligono il raggamuffin degli anni 90, altri il Dub, altri disdegnano addirittura le nuove uscite e l'hiphop, in sintesi la musica delle dancehall dipende soprattutto dai sound ospiti. 
In genere comunque alle dancehall si può sentire tutta la musica nera a 360°, dal soul, all'hip hop, all'rnb, ovviamente però la musica spinta per gran parte della serata è quella tipica giamaicana, soprattutto la musica dancehall e il raggamuffin.
In Giamaica questi ultimi anni le feste più famose sono le dancehalls chiamate Passa Passa, il Dutty Fridaze, il Weddy Weddy, giusto per citarne qualcuno; di solito vanno avanti fino al mattino seguente, come tra l'altro succedeva anche negli anni '50 alle grandi feste sulle spiaggia del grande Coxone o di Prince Buster (Voice of the People sound system): infatti si può tranquillamente dire che i primi ravers non vengono dall'Inghilterra, ma già negli anni '50 esisteva un fenomeno del genere in Giamaica, senza dubbio più genuino di quello che conosciamo oggi.

### In Italia
Il fenomeno delle dancehall arriva anche in Italia, dove, a partire dai primi anni 1990, la sempre crescente passione per questa musica ha fatto nascere numerosi sound system; a partire dai romani One Love Hi Powa e dei salentini Sound System; con la nascita e l'affermarsi di artisti italiani raggamuffin il circuito di appassionati e le produzioni tutte italiane di musica in vinile a 7 pollici diventano sempre più numerosi. Se all'inizio degli anni novanta trovano terreno fertile nelle masserie del Salento (soprattutto ad opera dei Sud Sound System), successivamente si affermano anche nelle grandi città e nel resto del Paese.

## Sound Clash
Fino dagli albori, dai primi sound system degli anni '50, la rivalità era accesa. Prende piede questo evento musicale dalle caratteristiche molto particolari. Si tratta di una sfida (musicale ovviamente) tra due o più Sound System, in cui vince chi riesce a conquistare il pubblico, che fa da giudice ed esprime il suo compiacimento attraverso grida, l'accensione di accendini o l'utilizzo di vari supporti (per esempio fischietti o trombe da stadio).
"Armi" dei soundsystem sono ovviamente i dischi, i dubplates (canzoni ricantate dall'artista originale con esplicita dedica al dj o esplicita diffamazione del sound sfidante), la capacità di mixaggio dei dischi e di coinvolgimento del pubblico.
Si acquistano punti per l'originalità del dubplate, per la presenza scenica e per gli speech (frasi dette dall'mc per introdurre il pezzo scelto).